# Porta Tenaglia
Porta Tenaglia è una delle quattro porte succursali di Milano, ricavata lungo i bastioni spagnoli, oggi demoliti, come succursale del Castello Sforzesco. Posta a nord-ovest della città, si apriva lungo la strada che dava sul Borgo degli Ortolani. Demolita già nel 1571, sorgeva al centro di quella che in epoca moderna si chiama piazzale Biancamano, all'imbocco delle attuali via Bramante e  viale Montello.

## Storia
Progettata nel 1521 dall'architetto Cesare Cesariano a difesa del Castello, metteva in comunicazione la città col Borgo degli Ortolani, oltre che le strade Gallaratese e Varesina.
La porta non ebbe particolare fortuna, tanto da essere demolita già nel 1571 da Alfonso Fonseca, che preferì come sistema di difesa l'allungamento del fossato del castello. Il nome di tenaglia rimase ad indicare il borgo (e la moderna via di Porta Tenaglia), mentre la sua funzione venne sostituita agli inizi dell'Ottocento da Porta Sempione.
Dal 1810 l'area venne collegata con Porta Nuova e  Porta Comasina. Con l'apertura del Cimitero Monumentale e l'interruzione della Strada Comasina da parte della ferrovia, nel 1880 venne poi aperta una nuova porta nei pressi del bastione d'angolo, denominata Porta Volta.